# Muhsen Al-Ghassani
Muhsen Saleh Abdullah Ali Al-Ghassani, noto semplicemente come Muhsen Al-Ghassani (in arabo محسن صالح عبدالله علي الغساني‎?; 27 marzo 1997), è un calciatore omanita, attaccante del Bangkok Utd e della nazionale omanita.

## Caratteristiche tecniche
È un centravanti.

## Carriera

### Club
Ha giocato nella prima divisione omanita ed in quella iraniana.

### Nazionale
Con la nazionale omanita ha preso parte alla Coppa d'Asia 2019 ed alla Coppa d'Asia 2023.

## Statistiche

### Cronologia presenze in nazionale
| Cronologia completa delle presenze e delle reti in nazionale ― Oman | Cronologia completa delle presenze e delle reti in nazionale ― Oman | Cronologia completa delle presenze e delle reti in nazionale ― Oman | Cronologia completa delle presenze e delle reti in nazionale ― Oman | Cronologia completa delle presenze e delle reti in nazionale ― Oman | Cronologia completa delle presenze e delle reti in nazionale ― Oman | Cronologia completa delle presenze e delle reti in nazionale ― Oman | Cronologia completa delle presenze e delle reti in nazionale ― Oman |
| Data                                                                | Città                                                               | In casa                                                             | Risultato                                                           | Ospiti                                                              | Competizione                                                        | Reti                                                                | Note                                                                |
| ------------------------------------------------------------------- | ------------------------------------------------------------------- | ------------------------------------------------------------------- | ------------------------------------------------------------------- | ------------------------------------------------------------------- | ------------------------------------------------------------------- | ------------------------------------------------------------------- | ------------------------------------------------------------------- |
| 09-01-2019                                                          | Sharjah                                                             | Uzbekistan                                                          | 2 – 1                                                               | Oman                                                                | Coppa d'Asia 2019 - 1º turno                                        | 1                                                                   | 67’                                                                 |
| 13-1-2019                                                           | Abu Dhabi                                                           | Oman                                                                | 0 – 1                                                               | Giappone                                                            | Coppa d'Asia 2019 - 1º turno                                        | -                                                                   | 77’                                                                 |
| 17-1-2019                                                           | Abu Dhabi                                                           | Oman                                                                | 3 – 1                                                               | Turkmenistan                                                        | Coppa d'Asia 2019 - 1º turno                                        | 1                                                                   |                                                                     |
| 20-1-2019                                                           | Abu Dhabi                                                           | Iran                                                                | 2 – 0                                                               | Oman                                                                | Coppa d'Asia 2019 - Ottavi di finale                                | -                                                                   | 88’                                                                 |
| 05-09-2019                                                          | Guwahati                                                            | India                                                               | 1 – 2                                                               | Oman                                                                | Qual. Mondiali 2022                                                 | -                                                                   | 46’                                                                 |
| 19-11-2019                                                          | Mascate                                                             | Oman                                                                | 1 – 0                                                               | India                                                               | Qual. Mondiali 2022                                                 | 1                                                                   | 87’                                                                 |
| 29-5-2021                                                           | Dubai                                                               | Indonesia                                                           | 1 – 3                                                               | Oman                                                                | Amichevole                                                          | 1                                                                   | 70’                                                                 |
| 7-6-2021                                                            | Doha                                                                | Oman                                                                | 0 – 1                                                               | Qatar                                                               | Qual. Mondiali 2022                                                 | -                                                                   | 50’                                                                 |
| Totale                                                              |                                                                     | Presenze                                                            | 8                                                                   |                                                                     | Reti                                                                | 4                                                                   |                                                                     |

## Palmarès
- Coppa dell'AFC: 1

Al-Seeb: 2022